# 夜間学部
夜間学部（やかんがくぶ）とは、大学教育で、夜間の時間帯に授業を行うことを主とする学部である。文部科学省では、文部科学白書および「わが国の文教施策」で「夜間学部」と総称している。
昼間学部を第一部とした場合に夜間学部を第二部として、夜間学部を二部と称する者も見られる。

## 概要
第二次世界大戦後、「働きながらも学びたいという勤労学生のために教育の場を」という理念の元、夜間学部は多くの大学で設置された。当時、学習意欲の高い学生によって夜間学部は有意義な学問の場として機能した。
夜間学部は、多くのケースで独立した「学部」として専任教員を確保していないため、昼間学部の専任教員が夜間学部の講義を担当する。理科系の場合は、実習のために学生が各研究室に配属されることから、小規模ながら専任教員を擁する学校もある（例：東京理科大学）。昼間学部と夜間学部で教員が重なることを利用し、夜間学部と昼間学部で相互履修を可能とする大学もある。
夜間学部のこと全体を指して二部（にぶ）と呼ぶ者も居るが、これは昼間学部を第一部とした場合の第二部を夜間学部として考えることから来ている。実際、「○○学部第二部○○学科」などと学部名の後部に「第二部」と称するところが多いが、大学により漢数字のほかにアラビア数字で「○○学部第2部」、ローマ数字で「○○学部第II部」と称するところ、単に「○○学部二部」と称するところ、「第二○○学部」と学部名の前部に「第二」をつけるところなど、様々なパターンがある。第二部として同様の分野の教育を行う学部であっても、夜間学部は昼間学部の付属ではなく、法的にそれぞれ別の独立した学部となる。
授業料についても、夜間学部は昼間学部の半額程度に設定されている大学も多い。昼夜開講制の夜間主コースでもっぱら夜間にのみ履修する場合も、昼間コースの半額程度としている大学は多い。
修業年数は、学校教育法第87条に基づき、昼間学部では4年と定められているところ、夜間学部では4年を超えることができる。これは修学に必要な時間の確保、学生の健康への配慮等から定められたもので、1980年代頃までは国立大学の夜間学部の全てを初めとして、修業年限を5年としている夜間学部が多くあった。現在ではほぼすべての夜間学部において修業年限は4年であるが、5年としている学校も少数ながら現存する。
学校教育法施行令第25条、学校教育法施行規則第9条に「二部授業」についての定めがあるが、これは小学校や中学校に関して定めたもので、学部名に二部の語を含むことも多い大学の夜間学部とは関係がない。夜間学部は学校教育法第86条、夜間大学院は学校教育法第101条に定めがある。昼夜開講制の夜間主コースは大学設置基準第26条や短期大学設置基準第12条に定められている。

## 歴史
第二次世界大戦前から既に、旧制大学で、夜間の時間帯にも講義が行われていた。戦前の旧制専門学校などでは、黎明期の戦前から夜間教育の伝統を有していた学校が数多く存在した。
太平洋戦争期、大学を含む多くの校舎は、空襲等により罹災したり、軍の施設や戦時物資の生産工場への転用がなされていた。加えて、戦後の建築資材の不足と財政事情により、日本の教育現場は、戦後しばらくまでのあいだ、「青空教室」に見られるような、慢性的な校舎不足・設備不足に悩まされた。校舎の復旧・整備については、まず、『6・3制』が導入された義務教育である小学校や中学校にその予算が割かれ、大学は後回しとされた。よって、大学の校舎・設備の復旧・整備は遅々として進まなかった。
戦後の人口増加に進学率の上昇が加わり大学生の数は急拡大を続けたため、大学の校舎設備や専任教員の補充がこれに追いつかなかい事態が恒常化した。このような問題への解決策として採用されたのが二部制であった。大学を『二部制』とすることにより、より多くの学生を同じ施設に収容することが可能となり、収容定員の拡大が可能となった。加えて、学生にとっては、「一部」と同じ教授陣の講義が負担の少ない授業料で受講できるといった利点があり、教育の機会均等を保障する上でも大きな役割を果たした。さらに、もともと夜間学校として存在していた東京理科大学や青山学院大学など旧制専門学校が新制大学となったケースもあり、これらの学校では新制大学への移行とほぼ同時に昼間学部とともに夜間学部を設置する「二部制」を採用した。東京理科大学では新制大学の認可が下りた1949年に、青山学院大学では新制大学認可の翌年1950年に「二部制」を採用している。
昼間学部に通う経済的余裕がないものの高度な教養・知識・学問も身に付けたい要望も多い時代に、働きながら学ぶ勤労学生のために設置された夜間学部ではあったが、時代の流れとともに昼間学部志向が年々高くなり、高卒就職も少なくない公務員は別として、高卒事務職員の採用を減らした一般企業に勤めながら大学に在籍する勤労学生は減少し、18歳人口や大学志願者が増加して昼間学部の難易度が上昇した1980年代に、昼間学部の受験に失敗した一般学生の受け皿へと姿を変えていった。特に名門大学では、夜間学部であれば合格が見込めそうな受験者がとりあえず入学し、昼間部への転部試験を目指すケースが増えた。夜間学部の試験日程が昼間学部より後の場合が多く、入学難易度も低いため、志望する大学の昼間学部に合格できなかった志願者が同一年度中に再志願の対象とするケースが多かったためである。
さらに近年の少子化により大学入学志願者が減り、より多くの学生を収容する必要がなくなったことから、教職員の負担軽減・効率化のため、これを廃止する大学が目立っている。21世紀の初めに首都圏の多くの私大の夜間学部は廃止となった。早稲田大学では2007年に第一、第二文学部が文化構想学部、文学部に改編し、前者2学部は2010年の3月に廃止になり、2009年に社会科学部が昼間部になったことで早稲田大学の夜間学部は消滅した。現存する中では都心部にある大学に夜間部が存在するのは日本大学（法学部）、東洋大学などがある。

## 外国人留学生の受け入れ
夜間学部（夜間課程）は、外国人留学生を受入れられない。これは、出入国管理及び難民認定法に基づく法務省の省令に、専ら夜間通学する課程に在籍する学生には、留学に必要な在留資格の取得・更新を認めない、とする規定による。
その意図するところは、就労目的の外国人労働者が、教員による「在籍管理」の甘い、夜間学部に在籍し、それ以外の時間帯を利用して不法就労するといった事態を防止することにある。したがって、大学などの夜間学部（夜間課程）は法務省令が定める「専ら夜間通学する教育課程」に該当し、外国人留学生を受け入れられないのである。

## 夜間学部の今後
先述の通り、勤労学生の減少により夜間学部本来の存在意義が薄れ、昼間学部の受験に失敗した者の受け皿としての役割も少子化によりなくなったことから、役目は終わったとする意見が大勢を占める傾向にある。そのため多くの大学で昼夜開講制へ移行したり、夜間学部を廃止・縮小して、需要の高い社会人向けの夜間開講の専門職大学院を強化する方向となっている。
一方、少数ではあるものの現在も夜間学部を維持し続けている大学も存在している。
東京理科大学は理学部第二部で、東京電機大学は工学部第二部で、東洋大学は文系学部で、それぞれ都心キャンパスに設置している。特に東洋大学は2001年に社会学部第2部社会福祉学科を新たに設置しただけでなく、2009年に板倉キャンパスから白山第2キャンパスへ移転してきた国際地域学部にも第2部を2010年設置するなど、大勢に反して夜間学部の拡大充実を図っている。東洋大学は2021年現在で夜間学部の定員数は6学部8学科710名で、日本最大となっている。
2002年度は103校の大学で夜間の課程が置かれていたが、2007年度は66校に急減したものの、2020年度は58校に置かれ、減少傾向は緩やかになっている。
学校基本調査では昼夜開講制の夜間主コースも昼夜別の夜間の課程に含まれるため、ここで挙げる数値は夜間学部に限ったものではないものの、夜間に学びたい学生のための受け皿はいまでも一定数は維持されているといえる。